# Black Sabbaths diskografi
Heavy metalbandet Black Sabbaths diskografi:

## Studie og livealbums
| Udgivelsesdato              | Titel                              | Pladeselskab         | Placering på hitliste | Tildeling                     |
| 1970                        | Black Sabbath                      | Warner Bros. Records | #8 UK #23 USA         | Platinum USA, Platinum UK     |
| 1971 (U.S.) 1970 (U.K.)     | Paranoid                           | Warner Bros. Records | #1 UK #12 USA         | 4xPlatinum USA, 5xPlatinum UK |
| 1971                        | Master of Reality                  | Warner Bros. Records | #5 UK #8 USA          | 2xPlatinum US, 3xPlatinum UK  |
| 1972                        | Black Sabbath, Vol. 4              | Warner Bros. Records | #8 UK #13 USA         | Platinum US, 2xPlatinum UK    |
| 1973                        | Sabbath Bloody Sabbath             | Warner Bros. Records | #4 UK #11 USA         | Platinum US, 3xPlatinum UK    |
| 1975                        | Sabotage                           | Warner Bros. Records | #7 UK #28 USA         | Gold US, Platinum UK          |
| 1976                        | Technical Ecstasy                  | Warner Bros. Records | #13 UK #51 USA        | Gold US, Platinum UK          |
| 1978                        | Never Say Die!                     | Warner Bros. Records | #12 UK #69 USA        | Gold US, Platinum UK          |
| 1980                        | Heaven and Hell                    | Warner Bros. Records | #9 UK #28 USA         | Platinum US, 3xPlatinum UK    |
| 1981                        | Mob Rules                          | Warner Bros. Records | #12 UK #29 USA        | Gold US, Platinum UK          |
| 1982                        | Live Evil                          | Warner Bros. Records | #13 UK #37 USA        | Gold US, Gold UK              |
| 1983                        | Born Again                         | Warner Bros. Records | #4 UK #39 USA         | Platinum UK                   |
| 1986                        | Seventh Star                       | Warner Bros. Records | #27 UK #78 USA        |                               |
| 1987                        | The Eternal Idol                   | Warner Bros. Records | #66 UK #168 USA       |                               |
| 1989                        | Headless Cross                     | I.R.S.               | #31 UK #115 USA       |                               |
| 1990                        | Tyr                                | I.R.S.               | #24 UK                |                               |
| 1992                        | Dehumanizer                        | Warner Bros. Records | #28 UK #44 USA        | Gold UK                       |
| 1994                        | Cross Purposes                     | I.R.S.               | #41 UK #122 USA       |                               |
| 1995                        | Cross Purposes Live (out of print) | I.R.S.               | -                     |                               |
| 1995                        | Forbidden                          | EMI                  | #71 UK                |                               |
| 1998                        | Reunion                            | Epic Records         | #41 UK #11 USA        | Platinum US                   |
| 2002 (indspillet 1970-1975) | Past Lives                         | Sanctuary Records    | #114 USA              |                               |
| 2007 (Indspillet 1981)      | Live at Hammersmith Odeon          | Rhino Handmade       |                       |                               |